# سكيليفتهام
سكيليفتهام هي منطقة سكينة تقع في محافظة فيستربوتن  في السويد . بلغ عدد سكانها 3270 نسمة في عام 2019.

## أعلام من المدينة
- ستيج لارسون : صحفي وكاتب ومؤلف رواية الجريمة (سلسلة الألفية).
- فيكتوريا سيلفشتيدت: عارضة أزياء وممثلة ومغنية وشخصية تلفزيونية.